# Gnamptonyx innexa
Gnamptonyx innexa là một loài bướm đêm trong họ Erebidae.